# Cortes de Zamora
Cortes de Zamora es la denominación de las reuniones de las Cortes de Castilla que tuvieron lugar en la ciudad de Zamora. Hubo tres, las Cortes de Zamora de 1274, las Cortes de Zamora de 1301 y las Cortes de Zamora de 1432.
Las más importantes fueron las Cortes de Zamora de 1274, reunidas durante el reinado de Alfonso X; en las que la nobleza se negó a la puesta en vigor de las Siete Partidas redactadas por la cancillería real (posteriormente entrarían en vigor con Alfonso XI), quedando reducidas en su aplicación a los denominados Pleitos foreros y pleitos del rey.
- Datos: Q5789633